# Élevage extensif du cheval

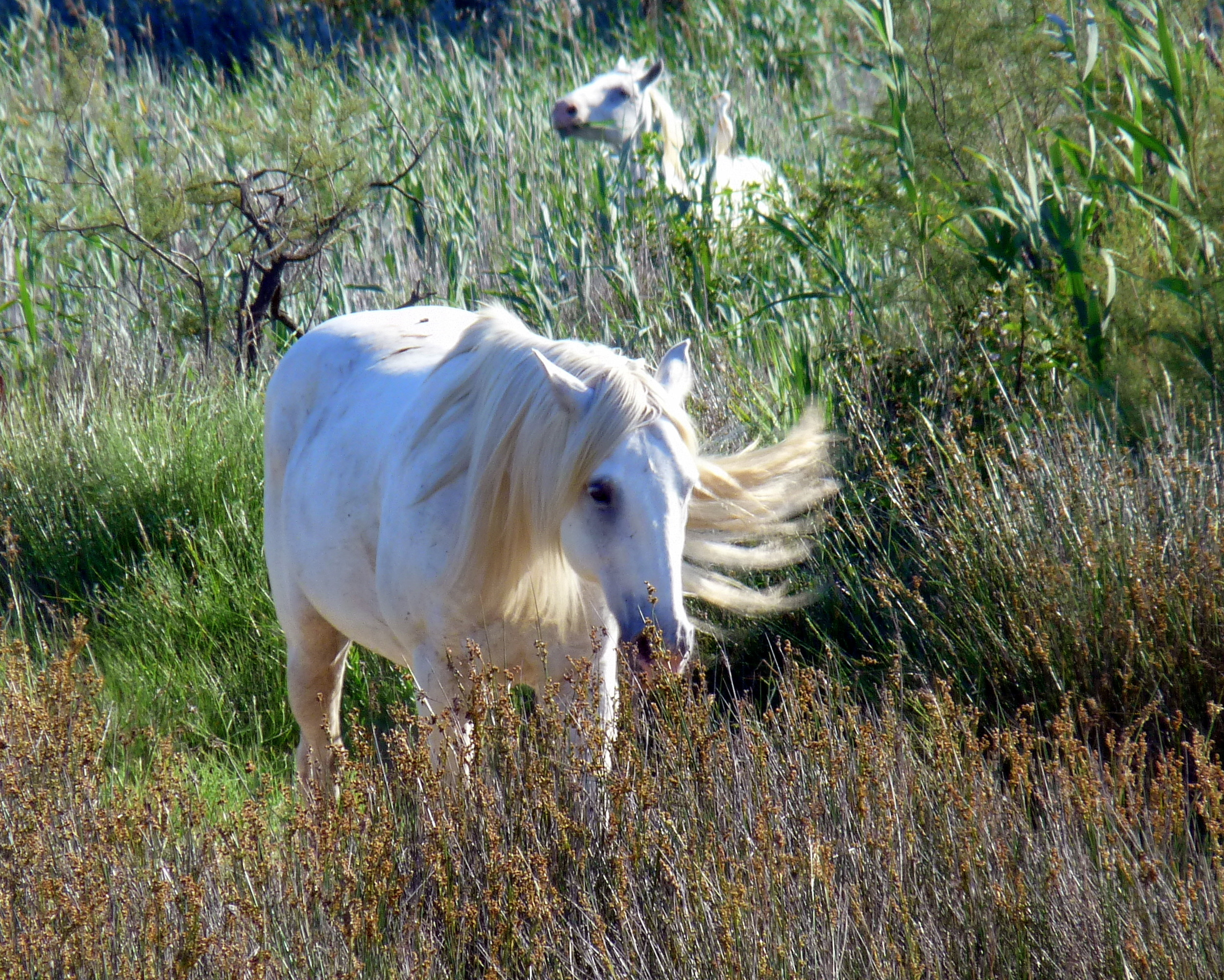
Chevaux Camargue, l'une des races élevées de manière extensive, en France.

Pour un article plus général, voir Élevage extensif.
 (février 2025).
Haras sauvage
L'élevage extensif du cheval, parfois nommé élevage du cheval en semi-liberté ou haras sauvage, est un élevage extensif concernant l'espèce du cheval. Des chevaux sont élevés de cette manière dans le monde entier. Ils sont rassemblés généralement une fois par an, pour être comptabilisés et se voir administrer des soins. Il ne faut pas confondre leur situation avec celle des chevaux sauvages, qui n'appartiennent à aucun propriétaire et aucun système d'élevage.
L'élevage extensif peut avoir différentes fins. En Espagne, il concerne particulièrement la production de viande de cheval, en permettant aux éleveurs de supprimer les frais d'alimentation et d'hébergement de leurs bêtes.

## Liste des populations de chevaux élevées de manière extensive

### Allemagne
- Cheval de Senne
- Poney d'Arenberg
- Poney Dülmen

### Espagne
- Asturcón
- Basque des montagnes
- Burguete
- Poney galicien
- Hispano-Bretón
- Jaca Navarra
- Losino
- Monchino
- Pirenenc Catalá

### Chine
- Cheval mongol (Mongolie-Intérieure, voir Taboun)

### France
- Camargue
- Mérens
- Pottok
- Henson

### Mongolie
- Cheval mongol (voir Taboun)

### Royaume-Uni
- Dales
- Dartmoor
- Exmoor
- Fell
- New Forest

### Autres
- Chincoteague
- Gotland
- Huçul
- Konik